# أبو سعيد القشيري
عبد الواحد بن عبد الكريم بن هوازن بن عبد الملك بن طلحة الأستاذ أبو سعيد بن الإستاذ أبي القاسم القشيري النيسابوري الشافعي.

## سيرته
ولد عبد الواحد بن عبد الكريم سنة ثماني عشر وأربعمئة، ونشأ في العلم والعبادة، وكان مداوما على تلاوة القرآن، ذكره ابن الصلاح في كتابه طبقات الشافعية عن عبد الغافر الفارسي فقال: ناصر السنة، أوحد عصره فضلا ونفسا وحالا، وبقية مشايخ العصر في الشريعة والحقيقة، نشأ صبيا في عبادة الله تعالى، وفي التعلم، خطب للمسلمين قريبا من 15 سنة، ينشئ في كل جمعة خطبة جديدة، جامعة للفوائد ومعدودة من الفوائد.
وقال أبو سعد السمعاني: كان قوي الحفظ جدا ضاربا في الكتابة والشعر بسهم، ذا عناية كاملة بتقييد أنفاس والده وفوائده، وضبط حركاته، وما جرى له في أحواله، معنيا بحكاياتها في مجالسه وحواراته، حافظا للقرآن العظيم، تلاء له، صار في آخر عمره سيد عشيرته وحج مثنيا بعد الثمانين وأربعمائة.
ومن شعره:
ومنه:
ومنه:

## مشايخه وتلاميذه
لازم والده وأخذ عنه العلم الكثير، وسمع منه الحديث ومن أبي الحسن علي بن محمد الطرازي، وأبي سعد عبد الرحمن بن حمدان النصروي، وأبي حسان محمد بن جعفر المزكي، وأبي عبد الله محمد بن عبد الله بن باكويه الشيرازي، وأبي عبد الرحمن محمد بن عبد العزيز النيلي، وأبي عبد الله محمد بن أبراهيم بن يحيى المزكي، وأبي نصر منصور بن رامش، والقاضي أبي الطيب الطبري، والقاضي أبي الحسن الماوردي، وأبي بكر بن بشران، وأبي يعلى بن الفرا، وخلق بنيسابور والري وبغداد وهمذان.
وروى عنه ولده هبة الرحمن، وأبو طاهر السنجي.